# Hans Peter Minderhoud
Hans Peter François Minderhoud (Westkapelle, 7 de octubre de 1973) es un jinete neerlandés que compite en la modalidad de doma.
Participó en tres Juegos Olímpicos de Verano, obteniendo una medalla de plata en Pekín 2008, en la prueba por equipos (junto con Imke Schellekens-Bartels y Anky van Grunsven), el cuarto lugar en Río de Janeiro 2016 y el quinto en Tokio 2020, en la misma prueba.
Ganó dos medallas en el Campeonato Mundial de Doma, oro en 2010 y bronce 2014, y seis medallas en el Campeonato Europeo de Doma entre los años 2007 y 2019.
Minderhoud es abiertamente homosexual, y mantiene una relación con el jinete Edward Gal.

## Palmarés internacional
| Juegos Olímpicos   | Juegos Olímpicos           | Juegos Olímpicos  | Juegos Olímpicos      |
| Año                | Lugar                      | Medalla           | Categoría             |
| ------------------ | -------------------------- | ----------------- | --------------------- |
| 2008               | Hong Kong (China)          | Medalla de plata  | Por equipos           |
| Campeonato Mundial |                            |                   |                       |
| Año                | Lugar                      | Medalla           | Categoría             |
| 2010               | Lexington (Estados Unidos) | Medalla de oro    | Por equipos           |
| 2014               | Caen (Francia)             | Medalla de bronce | Por equipos           |
| Campeonato Europeo |                            |                   |                       |
| Año                | Lugar                      | Medalla           | Categoría             |
| 2007               | La Mandria (Italia)        | Medalla de oro    | Por equipos           |
| 2011               | Róterdam (Países Bajos)    | Medalla de bronce | Por equipos           |
| 2013               | Herning (Dinamarca)        | Medalla de plata  | Por equipos           |
| 2015               | Aquisgrán (Alemania)       | Medalla de oro    | Por equipos           |
| 2015               | Aquisgrán (Alemania)       | Medalla de bronce | Individual (especial) |
| 2019               | Róterdam (Países Bajos)    | Medalla de plata  | Por equipos           |